# Iskra Mihaylova
Iskra Mihaylova (em búlgaro:  Искра Михайлова) (nascida em 7 de setembro de 1957 em Sofia), é uma política búlgara e membro do Parlamento Europeu (MEP) da Bulgária. É deputada ao Parlamento Europeu desde julho de 2014. Ela é membro do Movimento pelos Direitos e Liberdades, parte do Partido da Aliança dos Democratas e Liberais pela Europa. Ela é a actual presidente da Comissão de Desenvolvimento Regional do Parlamento Europeu.
Mihaylova fez mestrado em Biblioteconomia e Tecnologias da Informação na Universidade Estadual de Cultura e Artes de São Petersburgo em 1980. Ela formou-se como bibliotecária e bibliógrafa no Instituto de Bibliotecas do Estado da Bulgária e, em seguida, no Instituto de Cultura de Leningrado. Ela trabalhava para a Biblioteca Nacional SS. Cirilo e Metódio de 1980 a 1996. Em 1996, Mihaylova era membro da American Library Association e trabalhava na Biblioteca do Estado do Colorado.
Em junho de 2019, foi eleita vice-presidente do grupo político Renovar a Europa.

## Serviço parlamentar seleccionado
- Presidente, Comissão de Desenvolvimento Regional (2014-)[1]
- Vencedora, Prémio de Desenvolvimento Regional, Prémio MEP 2017.[7]